# Google Pay Send
Google Pay Send, преди Google Wallet, е бивша мобилна разплащателна система, разработена от Google, която позволява на потребителите да съхраняват кредитни карти, клиентски карти и карти за подаръци, наред с възможностите за разплащане, в един цифров портфейл. Първоначално работи единствено под операционната система Android, която също е собственост на Google. През 2018 г. Android Pay и Google Wallet са обединени в Google Pay, а старото приложение Google Wallet е ребрандирано като Google Pay Send. През 2020 г. е прекратено.
Приложението е демонстрирано на пресконференция на 26 май 2011 година и работи с MasterCard и Visa обекти.
Веднага след появата си Google Wallet се озовава в центъра на скандал. eBay, който притежава разплащателната система PayPal, обвинява Google в кражба на търговски тайни.